# Mariana Silva (judoca)
Mariana dos Santos Silva (Peruíbe, 22 de fevereiro de 1990) é uma judoca brasileira e terceiro sargento da Marinha. Integrante do CEFAN (Centro de Educação Física Almirante Nunes – departamento militar esportivo).
Ela ganhou a medalha de prata no Campeonato Pan-Americano de 2011, em Guadalajara e de bronze na edição de 2010, em San Salvador. Obteve medalha de bronze no Campeonato Mundial Junior de 2009 em Paris.
Integrou a delegação que disputou os Jogos Olímpicos de Verão de 2012, em Londres, no Reino Unido.
Nos Jogos Olímpicos de 2016 perdeu a disputa pela medalha de bronze para a holandesa Anicka van Emden.